# CiteSeer
CiteSeer — електронна бібліотека та пошукова машина для наукових і навчальних робіт, в першу чергу в галузі інформатики та інформаційних технологій, яка була замінена CiteSeerX. Багато хто вважає, що це була перша пошукова система. CiteSeer розпочала роботу у 1998 році і мала багато нових можливостей, недоступних у академічних пошукових системах на той час. До них належать:
- Автономна індексація цитування дозволила автоматично створювати індекс цитування, який можна використовувати для пошуку та оцінки літератури.
- Статистика цитування та пов'язані документи були розраховані для всіх статей, зазначених у базі даних, а не тільки для індексованих статей.
- Пов'язані посилання дозволяють перегляд бази даних за допомогою цитування.
- Контекст цитування показав контекст цитати до даної роботи, що дозволяє досліднику швидко і легко побачити, що інші дослідники говорять про цю статтю.
- Пов'язані документи показані за допомогою цитування та доступна актуальна бібліографія для кожного документа, що постійно оновлюється.

CiteSeer часто вважається першою автоматизованою системою індексації цитувань та є попередником академічних пошукових інструментів, таких як Google Scholar та Microsoft Academic Search. CiteSeer -як пошукова система та архів звичайно тільки збирає документи із загальнодоступних сайтів і не використовує вебсайти видавців. Тому автори, чиї публікації знаходяться у відкритому доступі, швидше за все будуть мати вищий індекс цитувань.
Мета Citeseer — поліпшення доступу до навчальної та наукової літератури. Як некомерційна послуга, якою можна вільно користуватися, Citeseer є частиною відкритог доступу — рух, який намагається змінити системунаукових публікацій, для того щоб дозволити більш широкий доступ до наукової літератури. Citeseer вільно підтримує Open Archives Initiative метадані всіх проіндексованих документів і пов'язує проіндексовані документи, коли це можливо, з іншими джерелами метаданих, таких як DBLP і ACM Portal. Для сприяння розвитку відкритих даних, CiteSeerX обмінюється даними з іншими дослідниками відповідно до ліцензії Creative Commons.
Назва проекту є комбінацією англійських слів sightseer (турист, «який оглядає пам'ятки») та cite (цитата).

## Історія
Система CiteSeer була розроблена у 1997 у трьома співробітниками фірми NEC — Стівом Лоренсом, Куртом Боллакером і Лі Гілсом — для індексування наукової літератури та автоматичного підрахунку індексу цитування для кількісного визначення значущості окремих публікацій. Від 2003 року проект адмініструється університетом штату Пенсильванія.
Сьогодні бібліотека CiteSeer містить інформацію про понад 750 тисяч документів у форматах HTML, PDF, PostScript.

### CiteSeerX
CiteSeerX замінив CiteSeer і всі запити до CiteSeer були перенаправлені. CiteSeerX— електронна бібліотека та пошукова машина та галузевий репозитарій для наукових та навчальних публікацій, перш за все в галузі інформатики та інформаційних технологій. Введена в дію у 2008 році, основана на принципах CiteSeer та доповнена новою інфраструктурою відкритого коду SeerSuite, новими алгоритмами та їх реалізацією. Нещодавно була введена таблиця функція пошуку. Це було здійснено за допомогою Національного наукового фонду, НАСА та Microsoft Research.
CiteSeerX є одним з найкращих у світі репозитаріїв, у липні 2010 року займав перше місце у рейтингу Webometrics.